# Mapocho
Río Mapocho – rzeka o długości 110 km, wypływająca z Andów i przepływająca przez stolicę Chile, Santiago – miasto zostało założone w 1541 w jej dolinie.
Mopocho jest błędną wersją używanej przez Indian Araukanów nazwy swego plemienia (Mapuche).